# 曽爾村立曽爾中学校
曽爾村立曽爾中学校（そにそんりつそにちゅうがっこう）は、奈良県宇陀郡曽爾村に唯一あった公立中学校。スローガンは「あいさつとそうじ」であり、校舎前には「自律」と書かれた石がある。
また校舎は1997年に新設されており、比較的きれいで「パラグライダー」をイメージして建てられている。
さらに、高いところにあるため景色は良く、春には桜がきれいな屏風岩。夏は星が冴える曽爾の夜空。秋になるとすすきがすばらしい曽爾高原。冬は鎧岳の雪景色などを、すべて一望することが出来る。

## 部活動
- 野球部
- 陸上部
- バレーボール部
- 卓球部
- 音楽部

## 学校行事
一年生は、地元の曽爾高原へ合宿（曽爾合宿）。
二年生は、夏休みにわくわくWORKという職業体験をする。
三年生は、沖縄へ修学旅行に行く。
また、秋になると体育大会が催される。

## 交通アクセス
- 近鉄大阪線
  - 名張駅から三重交通バス約45分
  - 榛原駅から奈良交通バス約60分

## その他
当中学校の隣にB&G曽爾海洋センターがある。